# Singe-araignée commun
Ateles paniscus · Singe-araignée noir
 (novembre 2011).
Si vous disposez d'ouvrages ou d'articles de référence ou si vous connaissez des sites web de qualité traitant du thème abordé ici, merci de compléter l'article en donnant les références utiles à sa vérifiabilité et en les liant à la section « Notes et références ».
Espèce
Statut de conservation UICN

 VU A2cd : Vulnérable
Statut CITES
Le Singe-araignée commun (Ateles paniscus) est un singe du Nouveau Monde de la famille des atélidés qui vit en Amérique du Sud.

## Dénominations
Il est également appelé Singe-araignée noir,, Atèle noir, Atèle à face rouge, Coata noir, Atèle coaïta, Kwata (Guyane) ou simplement Singe-araignée.

## Caractéristiques
L'atèle de couleur noire pèse de 7 à 14 kg et mesure jusqu'à 63 cm (sans compter la taille de sa queue); c'est un singe diurne et arboricole vivant dans la canopée de la forêt primaire d'Amérique du Sud (de l'Amazone à la Guyane). Il ne descend pratiquement jamais au sol et ne fréquente que très peu la forêt secondaire où il manque probablement de la nourriture variée qui lui convient. C'est le singe le plus agile et rapide d'Amérique du Sud, ce en quoi il est aidé par une longue queue préhensile (71 à 90 cm), qui lui sert aussi de balancier lors de ses bonds périlleux.

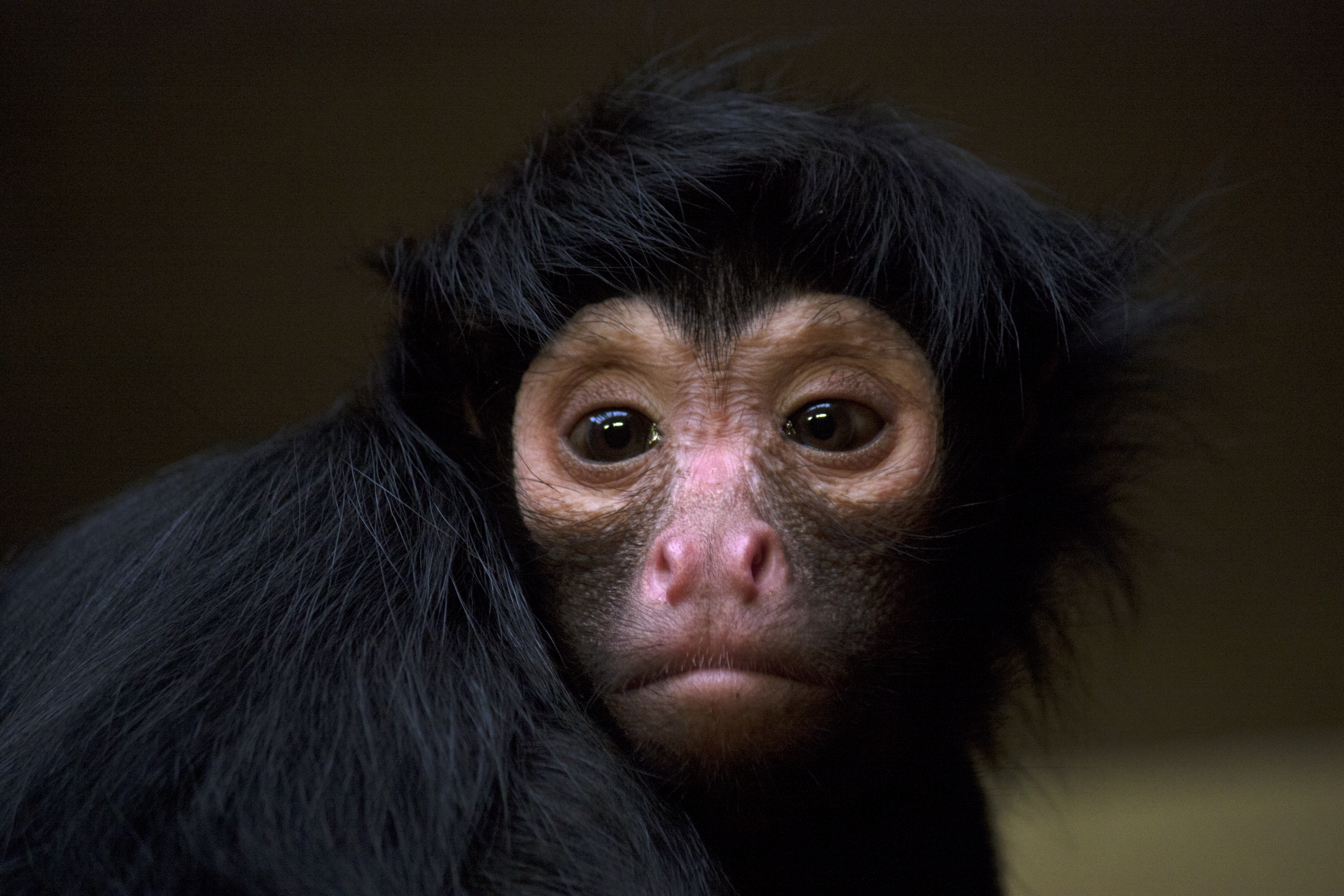
Détail de la face.
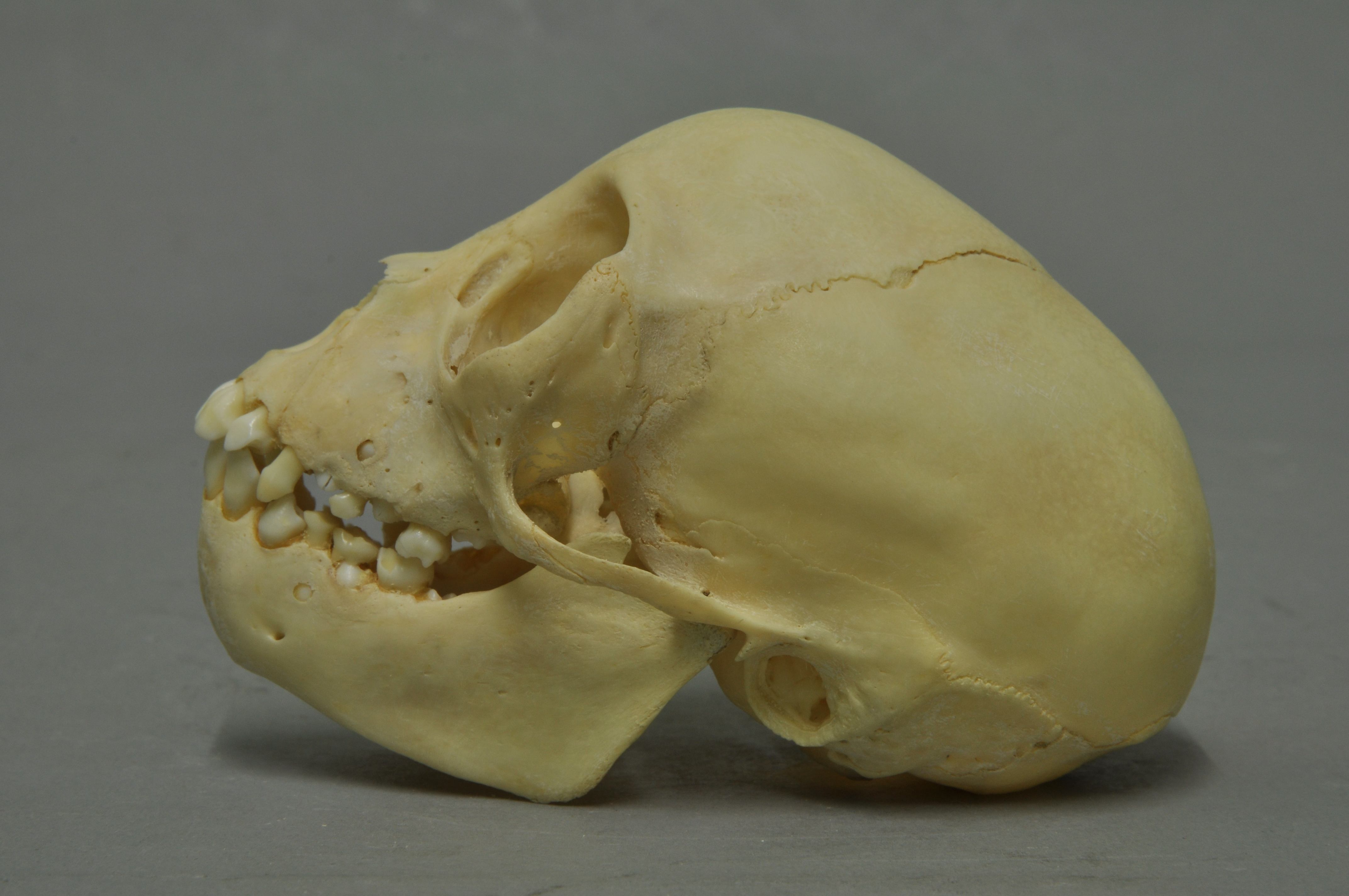
Crâne.

## Écologie et comportement

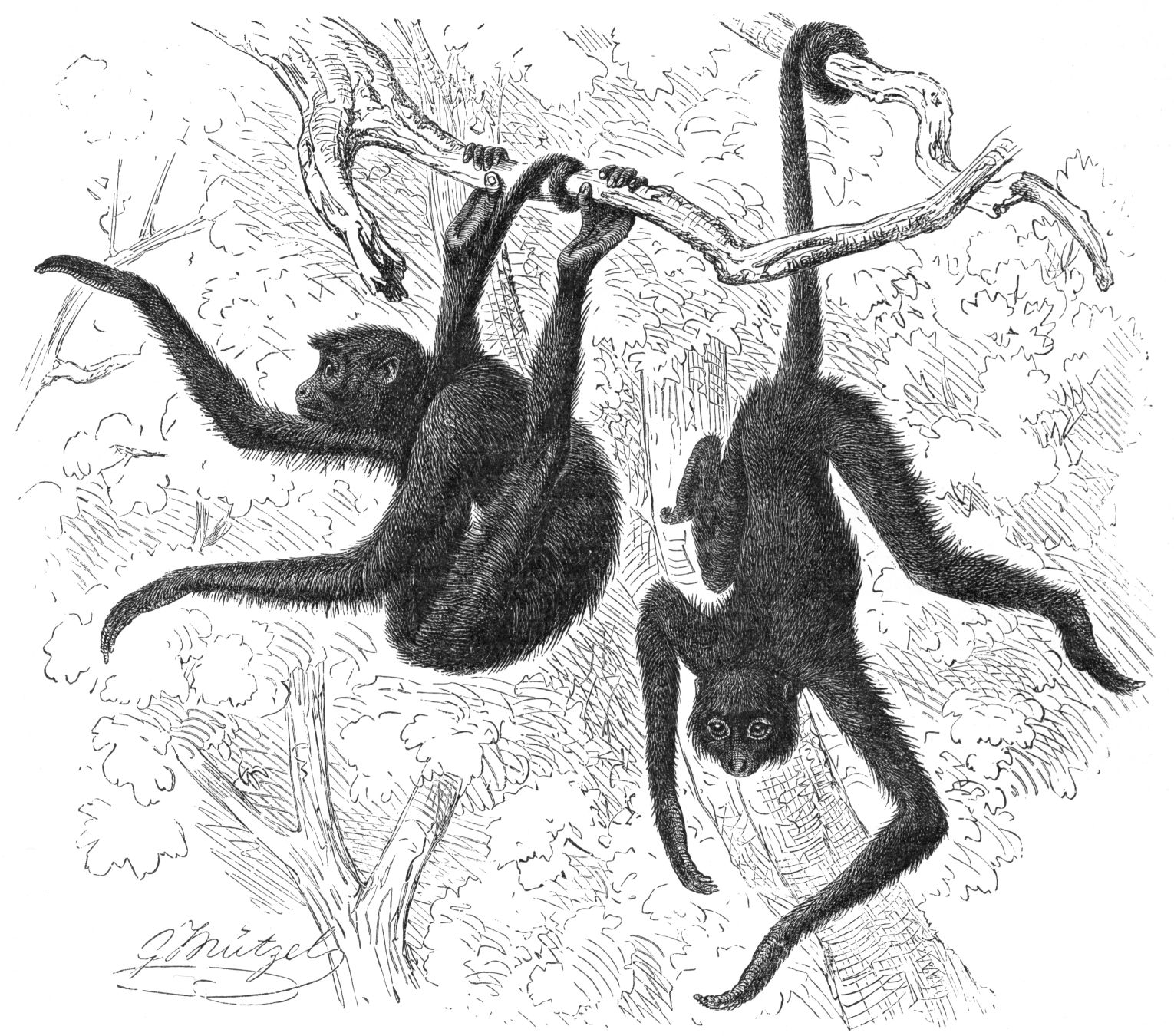
Les atèles sont doués d'une agilité qui approche celle des gibbons.

Sveltes et très agiles, les atèles peuvent courir à 4 pattes le long des branches, ou bien se déplacer en suspension,  grâce à leurs mains sans pouces faisant office de crochets, qui prolongent leurs bras immenses, et à leur queue flexible, qui forme un cinquième membre. Ils se déplacent souvent en file indienne, le premier testant les branches pour les suivants.
Ils vivent et se déplacent en groupes matriarcaux de quelques individus (5 en moyenne), atteignant parfois une vingtaine de membres, conduit par des femelles expérimentées, évoluant sur de vastes territoires forestiers. Les mâles sont en général à l'écart. Pour défendre leur territoire, ils peuvent casser des branches et les jeter sur les animaux ou humains qui sont au sol.
Le jeune n'est sexuellement mature qu'à 5 ans, et jusqu'à l'âge de 25 ans environ, pour une longévité qui pourrait atteindre 40 ans.

### Régime alimentaire
Surtout des fruits et graines (et plus encore en saison des pluies), mais aussi de jeunes feuilles qu'il choisit selon la saison et la disponibilité dans son environnement. Au moins 207 espèces de plantes sont mangées par cette espèce, qui contribue à disséminer leurs graines.

### Reproduction
Son taux de reproduction est parmi les plus bas chez les singes. Sept mois et demi de gestation ne produisent qu'un unique petit de 480 g très vulnérable, qui restera dépendant jusqu'à 3 ans (33 % de mortalité). Celui-ci devra résister aux pluies tropicales, aux maladies, aux parasites et à la prédation, ainsi qu'aux risques liés aux migrations des groupes guidés par les femelles, mais aussi au meurtre commis par des mâles qui semblent ainsi chercher à s'approprier les femelles.

## Habitat et répartition

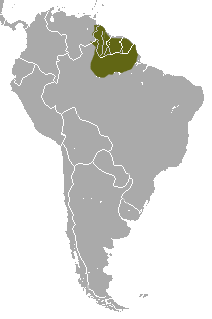
Répartition de l'espèce.

Ce singe est présent au Guyana, au Suriname, en Guyane, à Cancún au Mexique et au Brésil.

## Menaces et conservation
Le Kwata est commun localement mais il a déjà disparu d'une grande partie de son aire naturelle de répartition, à la suite du dérangement, de la chasse (il est bruyant, mobile et facilement repérable, facile à chasser au fusil, et il constitue une viande recherchée par les chasseurs professionnels d'Amérique du Sud, notamment en Guyane où la chasse est peu réglementée et surveillée). Dans ce département français, il a bénéficié d'une forêt moins accessible, mais les routes et pistes se développent, et la pénétration en forêt a encore été facilitée par la RN2 (Transamazonienne Est-ouest) Il y est en théorie totalement protégé (contre la vente et le commerce, mort ou vif), mais les moyens de contrôle ne permettent pas d'assurer cette protection.
Il pâtit aussi de la fragmentation (il traverse difficilement les milieux découverts et artificialisés, dont les routes) et de la destruction croissante de son habitat.
Les groupes sont perturbés par la perte d'une femelle dominante expérimentée (mort naturelle, ou liée à la chasse).
Le Singe-araignée noir fait l'objet d'un programme européen d’élevage conservatoire (EEP) de l'Association européenne des zoos et aquariums (EAZA), coordonné par le parc de la Vallée des singes, dans la Vienne. L’espèce est, en janvier 2020, présentée dans douze parcs zoologiques de l'EAZA, pour un total d'une quarantaine d'individus.